# Новгород-Сіверське намісництво
Новгоро́д-Сі́верське намі́сництво (рос. Новгород-Северское наместничество) — адміністративно-територіальна одиниця в Російській імперії в 1781–1796 роках. Адміністративний центр — Новгород-Сіверський. Створене 27 вересня 1781 року на основі Стародубського, а також частини Ніжинського і Чернігівського полків Гетьманщини. Складалося з 10 повітів. 12 грудня 1796 року перетворене на Малоросійську губернію.

## Повіти
1. Глухівський;
2. Конотопський;
3. Коропський;
4. Кролевецький;
5. Мглинський;
6. Новгород-Сіверський;
7. Новоміський;
8. Погарський
9. Сосницький
10. Стародубський;
11. Суразький повіт.

## Губернатори
Першим губернатором був призначений у 1782 році Журман Ілля Васильович (бл. 1720—1783) — Генеральний суддя, обраний в 1756 році за правління гетьмана Кирила Розумовського, Генеральний суддя Генерального суду (1770—1778 рр.), член Другої Малоросійської колегії (1779—1781 рр.) під час Глухівського періоду в історії України, бунчуковий товариш, дійсний статський радник (1783 р.).